# Francisco García Salinas
Francisco García Salinas, el «Tata Pachito» (La Labor de Santa Gertrudis, Jerez, Zacatecas, 20 de noviembre de 1786 - Hacienda de San Pedro Piedra Gorda, 2 de diciembre de 1841) fue un político mexicano.

## Biografía
Nació el 20 de noviembre de 1786 en la Hacienda de la Labor de Santa Gertrudis, municipio de Jerez de García Salinas. Uno de los principales iniciadores del liberalismo. Entre otros cargos fue diputado y senador de la República. En el año 1828 resultó elegido gobernador del estado de Zacatecas. Se referían a él como “El mejor gobernante de México” por defender los derechos del estado ante la federación. También se le consideró como uno de los agrarios más preocupados por la tierra y se le reconoce por interesarse en el bienestar del pueblo y no en el suyo. En la época en que García Salinas fue gobernante, se vivían en la República Mexicana agrias disputas entre quienes pretendían establecer un estado central y quienes buscaban un régimen federal, ideales estos con los que el gobernador comulgaba. 

### Estudios
Para refinar su educación y enseñarle gramática española y latina, sus tíos, dos monjes religiosos, lo llevaron al convento de Guadalupe, el cual se encuentra en Zacatecas. Ingresó al Colegio Apostólico de San Francisco, y posteriormente al Seminario de Guadalajara; estudió latín, filosofía y teología escolástica, así mismo materias como matemáticas, geografía y literatura.
Al finalizar estos estudios regresa a su pueblo natal al lado de sus padres.

### Matrimonio e inicios de su carrera política
Contrajo matrimonio con Doña Loreto Elías quién fue su primera esposa y tuvieron cuatro hijos: Francisco García Elías, Luis García Elías, Ma. Guadalupe García Elías y Gabriel García Elías. El 5 de agosto de 1825 falleció Doña Loreto. Y tiempo después contrajo Matrimonio con Doña María Mercedes Dávila, con ella procreó tres hijos: José de Jesús García Dávila, Juliana García Dávila y Francisco García Dávila. 
Trabajó como empleado en las Minas de Compromiso o Tiro general de Vetagrande, y después en la famoso Mina la Quebradilla, adquiriendo conocimientos y una amplia experiencia sobre esta industria, además de documentarse sobre el ramo de la minería.
En 1821 es nombrado Regidor del H. Ayuntamiento, donde fue acrecentada su popularidad por parte de la sociedad Zacatecana, para luego elegirlo Diputado al Congreso Constituyente General de la República en el año de 1823 y más tarde Senador en 1824, tanto en la Cámara Baja como en la Alta, manejo el ramo de hacienda pública, fue autor del sistema renacentista de México.
Estando en el senado descubrió muchos errores financieros de la administración.
Al tomar posesión de la Presidencia de la República, El general Guadalupe Victoria, nombra al licenciado Francisco García Salinas, Ministro de Hacienda. Muy pocos días duro en el desempeño de este encargo, pues estaba convencido de la necesidad de formar el sistema hacendario o mejor dicho, de establecer uno, y de remediar imposible obtener del Presidente de la República la cooperación que era indispensable.

### Regreso a Zacatecas
Aceptó lanzar su candidatura en 1828, para completar el periodo de gobierno de José María García Rojas. Lleno de entusiasmo, se dedicó al progreso de su "patria chica" Zacatecas, ganándose el honroso calificativo de "Gobernante Modelo".
Lo primero que hizo fue crear fuerzas de policía para perseguir a los bandoleros y organizar la Guarda Nacional para combatirlos. Dispuesto a remediar los males hace algunas mejoras a consecuencia de la expulsión de los españoles algunas minas quedaron abandonadas, así que el gobierno formó tres Compañías Zacatecanas para explotar dichas minas, se inicia el laboreo de las minas de Bolsas en Zacatecas; de San Nicolas, en Sombrerete; y de Santa Rita y la Palmita, en Nieves.
A fines de 1829 presenta ante el H. Congreso del Estado una iniciativa de Ley para el establecimiento de un banco, cuyos objetivos eran el desarrollo y protección del agro-zacatecano, fomentar el trabajo y evitar la delincuencia, los recursos con que se formaría dicho banco afectaba a la clases privilegiadas, sin embargo no se pudo llevar a afecto este proyecto.

#### Agricultura
Adquirió terrenos para entregarlos a campesinos y a quienes organizaron colonias militares. El mismo gobierno destinó fondos para comprar taladros y perforar pozos artesanos. Fomento la industria fabril para lo cual trajo maestros y oficiales e instaló telares en Jerez, Villanueva y Aguascalientes, con objeto de aprovechar la fibra animal.
Se preocupó por mejorar la cría de ovinos, propicio el cultivo de algodón y la introducción y fomento del gusano de seda.

#### Salud
Consideró necesario que el hombre gozara de buena salud para ser más productivo. Combatió las epidemias que en ese tiempo azotaban a nuestro territorio como: el Cólera Mambos o Asiático, que acabó con la vida de más de 12 mil personas. A consecuencia de esto procedió a la construcción del Panteón del Refugio, puesto en servicio el 1° de noviembre de 1834.
Vacunando a más de 40 mil niños contra la viruela.

#### Primer Teatro
El 1° de diciembre de 1832, se construyó el primer teatro sobre las ruinas de la antigua cárcel, tenía forma de herradura, con capacidad para más de 200 espectadores, se incendió el 8 de octubre  1889. Una de las obras que hizo, fue el establecimiento de una maestranza, en lugar del ex-convento de San Francisco, que en 1834 se cambió a la ciudadela en el lugar que ocupa la Escuela Enrique Estrada actualmente.

### Gobierno
En 1832 toma parte del movimiento que tenía como fin sostener la candidatura a la Presidencia de la República del general Manuel Gómez Pedraza; por tal motivo las fuerzas del gobierno del Estado se enfrentan al general Anastasio Bustamante y sufren una derrota en Llano Gallinero. Esto quebranto la carrera de García Salinas como gobernante.
Al terminar el año 1834, no pudiendo ser reelecto gobernador dejó el poder de la entidad.

### Logros importantes
Entre sus logros formó tres compañías mineras, fomentó la industria, en 1832 estableció en Jerez un Instituto Literario que derivó en el Instituto de Ciencias, antecesor de la actual Universidad Autónoma de Zacatecas Francisco García Salinas. Estableció una Escuela Normal para Profesores, promulgó una Ley de Instrucción Primaria (1831) y hacia 1832 estableció la primera biblioteca pública en el estado. La repartición de tierras, el apoyar la educación y el impulso de la minería (es por ello que Santa Anna decide destruir la economía Zacatecana e impone el centralismo, además de separar del territorio Zacatecano a Aguascalientes).

### Muerte

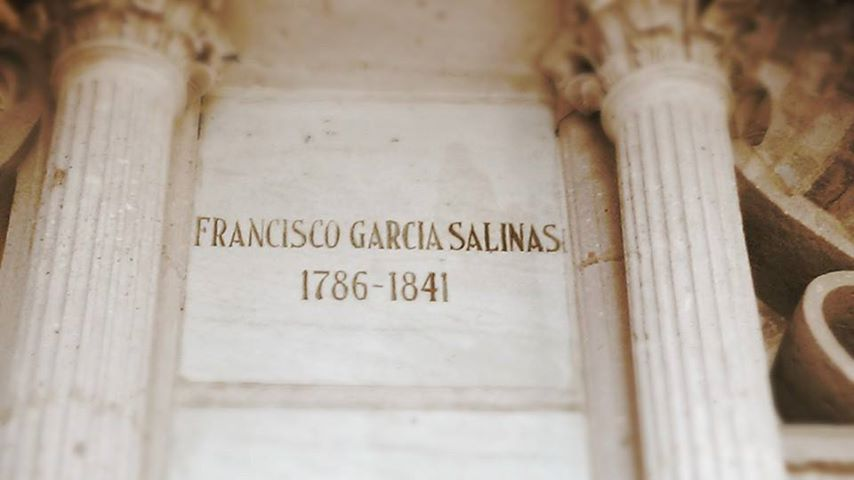
Francisco García Salinas

Murió en el Hacienda de San Pedro Piedra Gorda el 2 de diciembre de 1841, víctima de una afección pulmonar siendo el mismo año que se le ofrece formar parte del gabinete de Santa Anna y se le ofrece la cartera de Hacienda, la cual no aceptó.
En honor a Francisco García Salinas, la ciudad de Jerez y la Universidad Autónoma recibieron su nombre; así como diversas escuelas primarias, secundarias y preparatorias en el estado.

### Enlaces externos

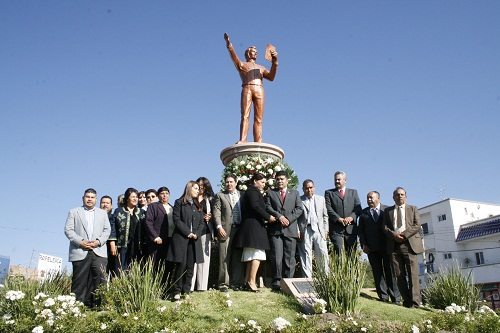
Francisco